# 克爾費茲
克爾費茲是土耳其的城鎮，位於該國西北部，處於蓋布澤以東、伊茲密特以西，西南面是迪洛瓦瑟，由科賈埃利省負責管轄，2008年人口125,012。

## 外部連結
- District governor's official website （页面存档备份，存于） （土耳其文）
- District municipality's official website （页面存档备份，存于） （土耳其文）

40°47′N 29°44′E / 40.783°N 29.733°E